# Louis Émond (écrivain, 1969)
 (mai 2015).
Si vous disposez d'ouvrages ou d'articles de référence ou si vous connaissez des sites web de qualité traitant du thème abordé ici, merci de compléter l'article en donnant les références utiles à sa vérifiabilité et en les liant à la section « Notes et références ».
Pour les articles homonymes, voir Louis Émond.
Louis Émond, né le 9 novembre 1969 à Lévis, est un écrivain québécois.

## Biographie
Louis Émond fait son Baccalauréat International au Petit Séminaire de Québec où il bénéficie de l’enseignement de Monique Ségal et d’Albert Dallard. Il découvre alors Noam Chomsky et rédige une thèse sur la satire sociale dans Les Demi-civilisés, roman de Jean-Charles Harvey longtemps mis à l’Index. Admis au programme Honours, à la faculté de physique, de l’Université McGill, il se désintéresse rapidement de ses cours et fréquente plutôt les bibliothèques où il lit en cascade les œuvres de Nietzsche, de Kundera et de Mallarmé. Étudiant brièvement les sciences politiques et l’histoire de l’art à l’Université de Montréal, il intègre ensuite le programme de littérature à l’Université Laval.
Après une année, il délaisse la vie universitaire, qu’il dit trop aisée, pour se consacrer à l’écriture de son premier roman, Le Manuscrit, à l’âge de vingt ans. Il sera publié douze années plus tard, après que l’auteur eut occupé de nombreux boulots de fortune, subi deux procès, passé une nuit en prison pour désordre public et essuyé plus de deux cents refus d’éditeurs. Soudain, et à la suite du commentaire du respecté critique de La Presse, Réginald Martel, qui écrit : « Notre littérature nationale a besoin de son immense talent », il s’attire l’attention des médias, qui le comparent à Hubert Aquin et voient dans son ton libertin l’esprit de Denis Diderot. C'est ainsi que Hoc et « mon personnage » font leur entrée dans la littérature. Il obtient bientôt trois bourses du Conseil des arts du Canada et une du Conseil des arts et des lettres du Québec. Toutefois, au besognage médiatique il préfère l’isolement et, l’occasion se présentant, il quitte le pays afin de séjourner en Asie du Sud-Est pendant deux ans. À son retour, il offre son deuxième roman, Le Conte, texte méditatif, à l’éditeur et prolifique auteur Victor-Lévy Beaulieu, qui en fait son coup de cœur - y retrouvant à la fois Yves Thériault et Maurice Blanchot - au point qu’il rachète les droits du premier roman et le publie de nouveau.
Très critique envers le milieu de l'édition, il écrit une nouvelle en forme de blogue anonyme qui met au jour certaines pratiques des éditeurs français et québécois. En 2009, il publie le texte, intitulé Le sottisier de l'édition, sur MySpace. Puis, début 2010, dans une volonté de continuer à briser les frontières qu'impose l'édition traditionnelle, il offre le téléchargement gratuit d'une version provisoire de son troisième roman, L'Aide-mémoire.

## Œuvres
En marge des courants littéraires, les romans de Louis Émond s’enchaînent selon une logique intime. Ils appartiennent à un cycle, intitulé Le scripte, qui se déroule dans une géographie abstraite peuplée de personnages tenant plus du fantasme que de la génétique et qui se recoupent d’une œuvre à l’autre. Ces derniers se définissent surtout par rapport à «mon personnage», double du narrateur, y compris Hoc, qui est un reflet déformé, presque un négatif, de «mon personnage». D'une approche parfois difficile, mais à l'écriture précise et particulièrement rythmée, les romans de Louis Émond invitent le lecteur à ne pas se laisser duper par les mensonges de la narration. Chacun d'entre eux multiplie d'ailleurs les références à différents types de textes.
- Son premier roman, Le manuscrit (2002), est le point de départ d’une réflexion sur la condition humaine qui s’amorce par l’anéantissement des idéaux : «j’ai longtemps cru qu’il me fallait recommencer, tout recommencer», dit le narrateur. C’est l’histoire d'un homme cherchant à rester objectif devant le sujet qui le préoccupe, sa propre déroute, mais il perd peu à peu le sang-froid, l’objectivité, la distance qu’il a instaurés.
- Son roman suivant, Le conte (2005), relate une promenade dans la neige qui prend rapidement la forme d’un road trip intérieur. La métaphore de la mise au monde sert à explorer le bouleversement qui sème le doute et donne lieu au questionnement. L’auteur y aborde l’idée d’une «quête profane de ce qui pourrait ressembler au sacré».
- Son troisième roman, L'aide-mémoire (à paraître), est rédigé dans un style correspondant à celui du Manuscrit plutôt qu'à celui du Conte et vient clore le triptyque formé par ces trois romans. L'auteur y explore les thèmes de la perception, de la violence, de l'aliénation et de la connaissance de soi. Le roman raconte les mésaventures d'un personnage qui, ultimement, cherche à les transformer en vie. L'aide-mémoire est écrit en nouvelle orthographe.